# Buchet (Buhy)

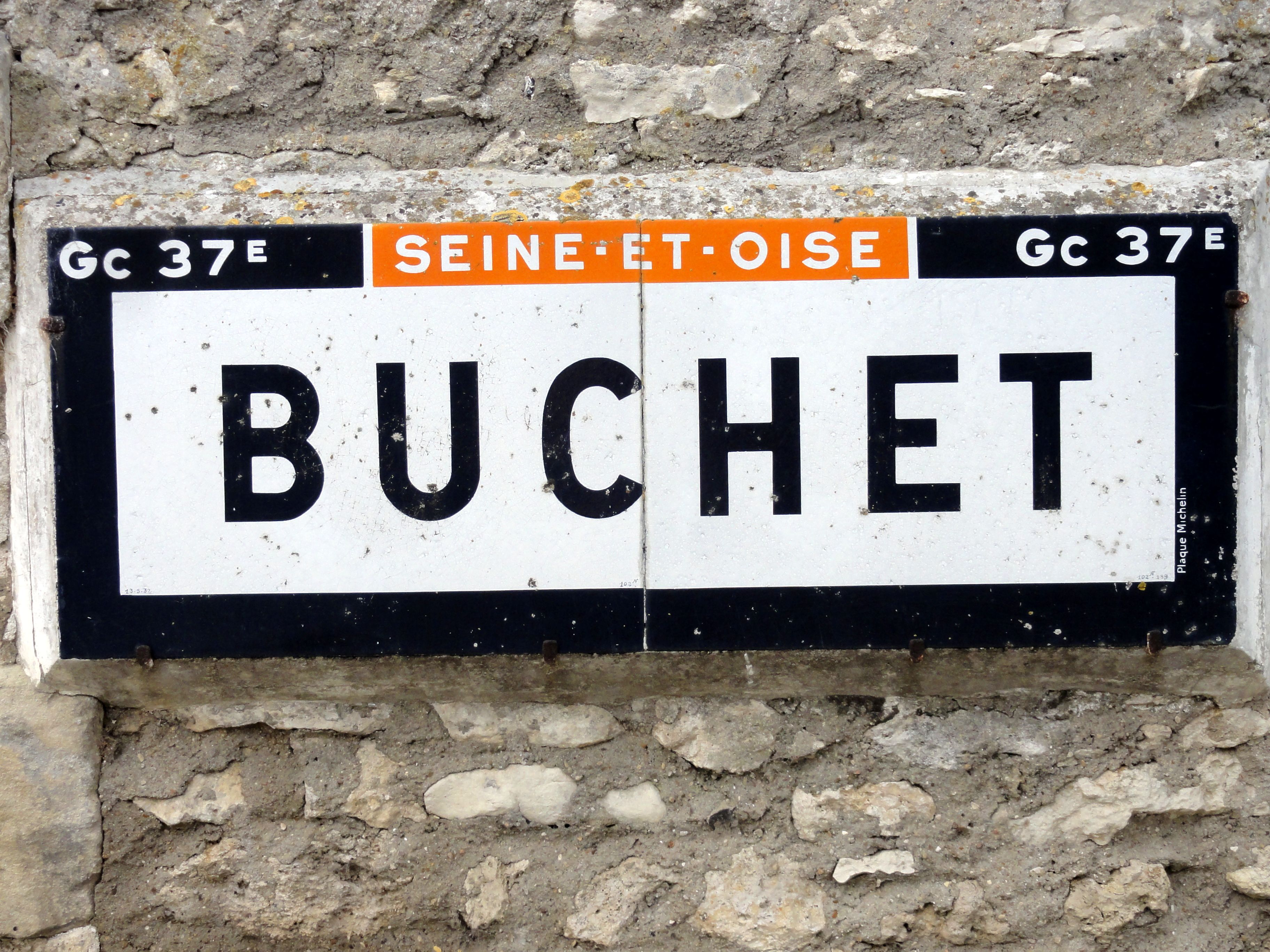
Ortsschild aus dem Jahr 1932

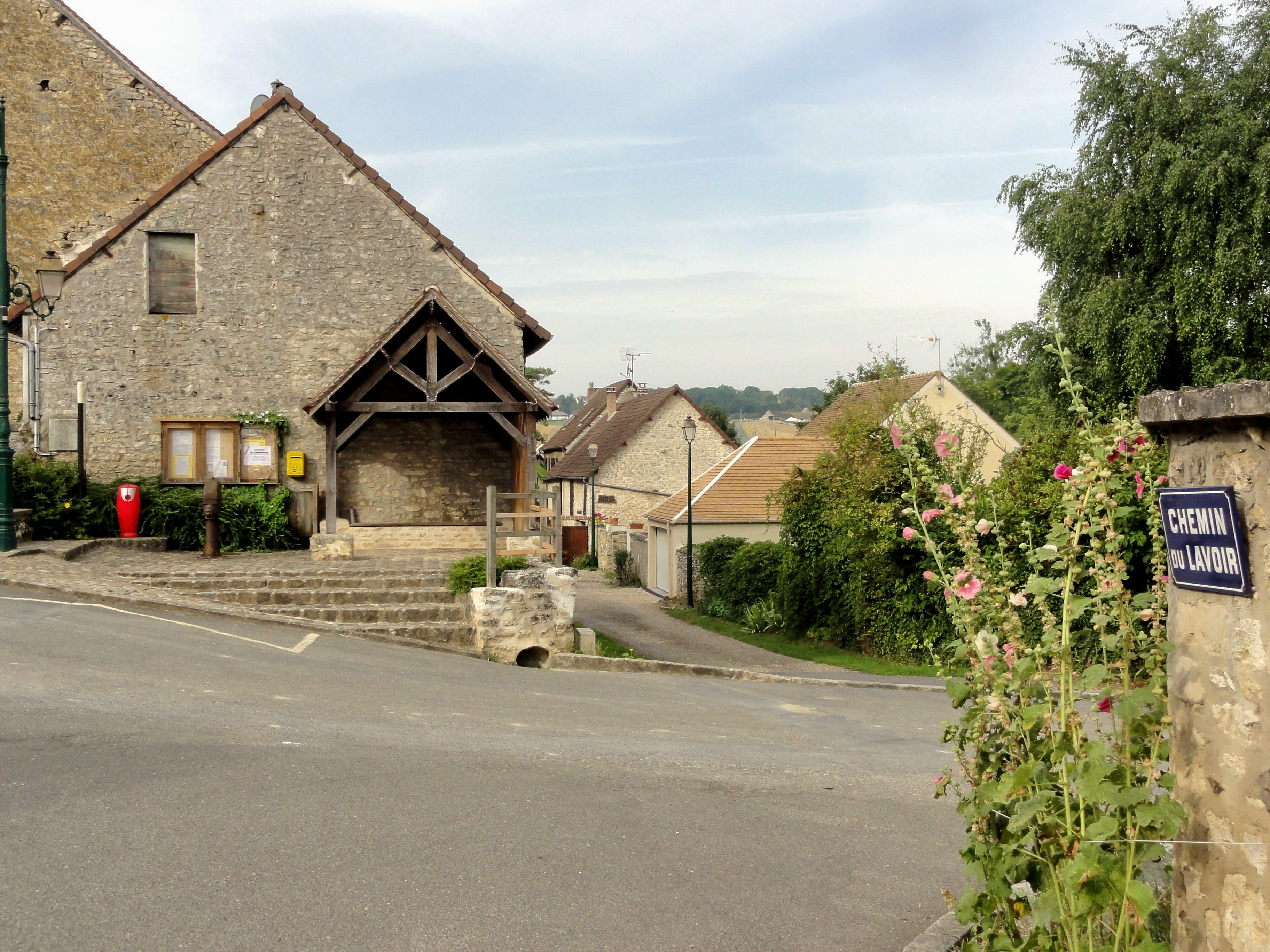
Ortsansicht

Buchet ist ein Weiler der französischen Gemeinde Buhy im Département Val-d’Oise in der Region Île-de-France. Der Ort liegt circa einen Kilometer nordöstlich von Buhy und ist über die Departementsstraßen 14 und 37A zu erreichen.
Durch den Ort fließt der Bach Cudron, der in den Fluss Epte mündet.

## Sehenswürdigkeiten
- Waschhaus aus dem 19. Jahrhundert